# クラスキノ
クラスキノ（Краскино、Kraskino）はロシア連邦沿海地方ハサン地区にある町（都市型集落）。北朝鮮国境に近いポシェト湾岸に位置する。

## 都市概要
もともとノヴォキーエフスコエという名前であったが、1936年3月に長嶺子事件で戦死したミハイル・クラスキン赤軍中尉を記念して同年5月改名した。2002年国勢調査による人口は3451人。うち男性49.9%、女性50.1%。
地区の行政中心スラヴャンカより52km離れる。主な産物はバター。

## 歴史
7世紀 - 10世紀頃、この地域には渤海国（698年 - 926年）の塩州城（염주성、ヨンチュソン）に比定されているクラスキノ土城の他、多くのクルガン（古墳）があり、古代の面影を今に伝える。クラスキノ土城は渤海国の使節団（渤海使）が日本に向かった出発地といわれ、青山学院大学（田村晃一名誉教授）などが発掘しに来ている。朝鮮語名は「연추」（煙秋、ヨンチュ）で、沿海地方最大の朝鮮人コミュニティが形成され、朝鮮独立運動の重要な拠点の一つであった。
1938年、ハサーン湖事件発生。
1940年、都市型集落となった。